# Teto de Vidro
"Teto de Vidro" é o terceiro single do álbum de estúdio Admirável Chip Novo (2003), da cantora brasileira de rock Pitty. O single entrou para a trilha sonora da temporada de de 2004 do seriado brasileiro Malhação, onde ganhou sua fama. Em 2014 foi tema de abertura da mini série Plano Alto, da Rede Record, que tem como temas a corrupção e as conspirações no Planalto.

## Videoclipe
Um videoclipe foi produzido com a música. Nele a banda toca em um cenário escuro. No começo do clipe, Pitty está desenrolando um novelo de lã pelas ruas da cidade. Durante o clipe, percebe-se os fios do novelo pelo cenário escuro.
Na época das gravações, realizadas no final de 2003, Pitty postou em seu blog:
| “ | Esses dias rolaram as gravações do clipe de Teto de Vidro. Primeiro as externas, videozão mesmo, bem naquele estilo Vídeos Incríveis. Em plena paulista desenrolando um fio vermelho, um Minotauro urbano, tentando marcar o caminho de volta para seu lugar. E no outro dia, no estúdio, a ideia aqui é a gente tocando numa sala de espelhos, presos pelo próprio reflexo, e no final tudo se quebra em mil pedacinhos. No meio desse caos uns lances nonsense bem Mulholland Drive, e O Grande Ditador... | ” |

## Recepção crítica
| Críticas profissionais | Críticas profissionais |
| Avaliações da crítica  | Avaliações da crítica  |
| Fonte                  | Avaliação              |
| ---------------------- | ---------------------- |
| Smart [Way] Music      | 4 de 5 estrelas.       |
| Whiplash.net           | (positiva)             |

A faixa "Teto de vidro" foi bem recebida pelos críticos musicais em geral. Atribuindo quatro estrelas à obra, o portal de críticas musicais Smart [Way] Music afirmou que a música é uma crítica aos vícios da sociedade, como a hipocrisia e a inveja. O portal notou também que é "uma canção brilhante" e por isso "é a faixa de abertuda do CD". O site Whiplash afirmou que "é só ouvir a primeira, “Teto de Vidro” e se impressionar com o talento da “moça” para escrever letras".